# Silvinichthys huachi
Silvinichthys huachi es una especie de pez silúrido de pequeño tamaño que integra el género Silvinichthys de la familia Trichomycteridae. Es endémica de un curso fluvial de la vertiente oriental de los Andes en el centro-oeste de la Argentina. 

## Taxonomía
Esta especie fue descrita originalmente en el año 2014 por los ictiólogos Luis A. Fernández, Eduardo Alfredo Sanabria, Lorena Beatiz Quiroga y Richard Peter Vari.
Características diagnósticas
Se distingue de las otras especies del género por la siguiente combinación de caracteres: ausencia de aleta pélvica y cintura pélvica, detalles de la pigmentación y diversas características merísticas y morfométricas.
Los autores de esta especie han hipotetizado que su posible especie hermana sería Silvinichthys bortayro.

## Distribución geográfica y hábitat
Esta especie es endémica de la localidad tipo (donde es la única especie de pez que habita allí), el río Huerta de Huachi, una curso fluvial que baja de la cordillera de los Andes y que discurre en altitudes medias entre un ambiente sumamente árido, del departamento Jáchal, centro-norte de la provincia de San Juan, en la región de los Andes áridos del centro-oeste de la Argentina.
Pequeñas cuencas aisladas de cursos fluviales endorreicos permanentes en la región áridas de los Andes presentan escorrentía temporal, siendo ocasionalmente alimentados por derretimiento de la nieve de las altas montañas. Frente a las severas condiciones del medio estas cuencas suelen presentar pequeñas poblaciones de peces, compuestas por unas pocas especies de peces, o generalmente sólo una, capaces de sobrevivir en condiciones tan adversas, lo que ha resultado en notables grados de endemicidad. Según los autores de la especie, demostraría que el origen del género sería anterior a los sucesos del levantamiento orogénico que subdividieron los drenajes a lo largo de la vertiente oriental de la Cordillera de los Andes del centro-oeste argentino.